# Geijera salicifolia
Geijera salicifolia es una especie de planta perteneciente a la familia de las rutáceas. Se encuentra en Australia, Nueva Caledonia, y Papúa Nueva Guinea. Está considera en peligro de extinción por la pérdida de hábitat. 

## Descripción
Es un árbol que alcanza un tamaño de 25 metros de altura, las ramas y algunas veces la superficie inferior de las hojas minuciosamente peludas. Las hojas son oblongo-elípticas o angosto-elípticas a ovadas, de 6-13 cm de largo, 5.1 cm de ancho, el ápice acuminado, la base cuneada o redondeada, el pecíolo de 3-22 mm de largo con los márgenes de curvados. Las inflorescencias de 9 cm de largo. Sépalos 0.5-1.2 mm de largo, glabros a escasamente peludos, ciliados. Pétalos 2-3 mm de largo, valvados, blancos y glabros. El fruto es globoso ± a obovoides u ovoide, ligeramente comprimido,de 6.5 mm de diámetro.

## Taxonomía
Geijera salicifolia fue descrita  por  Heinrich Wilhelm Schott  y publicado en Rutaceae 1834: 7, t. 4, en el año 1834.
Variedades aceptadas
- Geijera salicifolia var. latifolia (Lindl.) Domin

Sinonimia
- Geijera salicifolia var. angustifolia Maiden & Betche[4]
- var. latifolia
- Geijera latifolia Lindl.
- Geijera salicifolia var. salicifolia Schott